# Pantelís Pouliópoulos

Pantelís Pouliópoulos (en grec moderne : Παντελής Πουλιόπουλος), né le 10 mars 1900 à Thèbes, et mort exécuté le 6 juin 1943 près de Larissa, est un dirigeant communiste grec. Attaché au caractère internationaliste et révolutionnaire du mouvement, il est le fondateur du mouvement trotskiste en Grèce.

## Biographie
Il fait ses études de droit à l'Université d'Athènes et s'inscrit dès 1919 au Parti socialiste du travail de Grèce (SEKE), l'ancêtre du Parti communiste de Grèce. Enrôlé pour combattre dans la guerre gréco-turque, il est arrêté pour antimilitarisme, mais libéré à la fin de la guerre.
De 1923 à 1925, il joue un rôle important dans le mouvement des anciens combattants et, en 1924, devient président de la Fédération panhellénique des anciens combattants.
En 1924, Pouliópoulos est délégué du parti au cinquième congrès de l'Internationale communiste. La même année, il  Secrétaire général du KKE. Le 24 août 1925, Pouliópoulos est mis en accusation à Athènes avec 23 autres personnes pour incitation à l'autonomie de la Macédoine et de la Thrace.  Il prononce un discours de cinq heures pour sa défense. Le procès est ajourné jusqu'au 22 février 1926. Les accusations sont abandonnées, mais au lieu d'être libérés, les "autonomistes" sont exilés dans les îles d'Anafi, Amorgós et Folégandros. Pouliópoulos détenu à Folégandros est libéré en 1926 à la chute du dictateur Pángalos.
Lors du congrès du parti en mars 1927, Pouliópoulos est écarté (ainsi que  Pastiás Giatsópoulos) du Comité central. La publication et diffusion du pamphlet Nouveau commencement (en grec Νέο Ξεκίνημα, Néo Xekínima) entraîne son exclusion du parti. Il prend alors la tête d'un groupe d'opposition qui s'aligne sur l'Opposition de gauche de tendance trotskiste. À partir de décembre 1928, il lance son propre journal dont le titre est Spartacus. La mouvance communiste grecque est alors divisée en plusieurs groupuscules. Pouliópoulos refuse dans un premier temps de rejoindre les archéomarxistes dirigés par Michel Pablo considérant leur attitude comme trop sectaire. Léon Trotski ayant pris le parti de Pablo et condamné les positions de Pouliópoulos, les deux groupes décident de fusionner en 1934.
La nouvelle  Organisation des Communistes Internationalistes de Grèce (OKDE) est présente en septembre 1938 à Paris  pour la fondation de la Quatrième Internationale.
Entré dans la clandestinité, Pouliópoulos est finalement arrêté sous la dictature de Métaxas et emprisonné dans l'Acronauplie. En 1943, avec plus d'une centaine d'autres militants, il est exécuté par les forces d'occupation italiennes à Nezeró, près de Larissa, en représailles à la destruction par les partisans du viaduc de Gorgopótamos.
Pouliópoulos traduisit en grec Le Capital et la Critique de l'économie politique de Karl Marx, La Révolution trahie de Léon Trotski, Les Doctrines économiques de Karl Marx de Karl Kautsky, ainsi qu'un ouvrage de Nikolaï Boukharine sur le matérialisme historique.